# Corral de comedias
Pour les articles homonymes, voir Corrales.

En Espagne, un « corral de comedias » est un théâtre permanent aménagé dans la cour intérieure d'un pâté de maisons. Ces lieux de scène ont vu le jour au XVIe siècle. Ils ont accompagné l'essor prodigieux du théâtre au Siècle d'or espagnol.

## Les «corrales de comedias», premiers théâtres espagnols
Durant le Siècle d'or, le théâtre prend une importance extraordinaire en Espagne, avec des auteurs majeurs tels que Lope de Vega, Cervantes et Pedro Calderón de la Barca. De nouveaux modes de représentation apparaissent. Toutes les pièces de théâtre profanes sont appelées « comedias », bien qu’elles couvrent trois genres : la tragédie, le drame, et la comédie proprement dite.
Avant la fin du XVIe siècle, il n’y avait pas de bâtiments spécifiquement destinés au théâtre en Espagne. Les premières représentations de comédie se jouaient dans les patios, la cour centrale des maisons ou des auberges. Une scène de fortune était dressée au fond de cette cour rectangulaire. Les trois côtés restants servaient de galeries pour le public le plus nanti, les autres spectateurs se tenant debout dans la cour à ciel ouvert.
Cette structure est conservée dans les théâtres construits à partir de la fin du XVIe siècle, les corrales de comedias. Le corral est aménagé dans l’espace clos, rectangulaire et découvert de la cour centrale d’un pâté de maisons. La scène est installée à une extrémité du patio, contre le mur de la maison du fond. Sur les trois autres côtés, les balcons et les fenêtres des maisons attenantes forment des loges sur plusieurs étages, surmontées de galeries. La scène et les galeries sont protégées par une petite toiture en surplomb. Le patio sert de parterre à ciel ouvert. Une bâche en toile est généralement tendue au-dessus du patio pour fournir un peu d'ombre aux spectateurs.
 Cette disposition ressemble à celle du théâtre élisabéthain en Angleterre.
En 1579, le Corral de la Cruz fut le premier théâtre permanent bâti sur ce modèle  à Madrid pour les confréries (cofradías). Ces institutions d'assistance publique liées à l'Église organisaient les représentations théâtrales et en tiraient des fonds pour les hôpitaux et les hospices dont elles s'occupaient.

## Un placement du public compartimenté
Dans le corral de comedias, les spectateurs étaient placés selon leur sexe et leur condition sociale :
- Les hommes du peuple se tenaient debout, dans le patio. Ces places, les moins chères, n’étaient pas accessibles aux femmes. C'était l'espace réservé aux « mosqueteros » (mousquetaires), qui manifestaient à grand bruit leur enthousiasme ou leur dépit vis-à-vis du spectacle.
- Devant, près de la scène, quelques bancs, les « taburetes » offraient des places assises, moyennant un supplément.
- À l’autre extrémité du patio, face à la scène, se tenait une sorte de buvette, la « alojería » (on y vendait une boisson à base de miel et d'épices, la « aloja »).
- Les femmes devaient s’asseoir dans la « cazuela », une sorte de loge située dans une tribune au-dessus de cette buvette. Elles s’y rendaient par une entrée séparée.
- Au-dessus de la « cazuela », des loges étaient réservées aux dignitaires locaux.
- Quelques rangées de gradins, ou  «gradas », étaient disposés le long des murs des maisons attenantes.
- Sur les côtés, les balcons et les fenêtres munies de grilles des maisons entourant le patio offraient les places les plus chères, les loges ou « palcos ». Ces loges étaient occupées par les familles nobles ou de la grande bourgeoisie, y compris les femmes.  Les grandes loges au-dessus des « gradas » étaient appelées « aposentos » (chambres) ; les petites loges aménagées dans la galerie supérieure portaient le nom de « desvanes » (greniers). Certaines loges pouvaient se louer pour toute la saison théâtrale.
- Les membres du clergé s’installaient dans la « tertulia », sorte de galerie qui courait au-dessus des loges.

## La représentation: un spectacle total
Dans l'Espagne du Siècle d'or, le théâtre n'était pas un spectacle de cour. C'était, au contraire, un divertissement très populaire, apprécié par un vaste  public de toute origine sociale. Tout le monde allait au théâtre, et des représentations se tenaient tous les jours, d’où une production énorme pour répondre à l’attente de ce public varié, insatiable et exigeant.
Les représentations données dans les corrales de comedias étaient des spectacles complets, comportant des parties chantées et dansées.
 
La séance avait lieu l’après-midi et durait deux à trois heures. Il n’y avait pas d’entracte à proprement parler : les pauses étaient minimes, le spectacle continu et la scène ne devait jamais rester vide.
- Pour commencer, un musicien de la troupe jouait quelques airs populaires à la vihuela – un instrument à cordes proche de la guitare.
- Ensuite, le directeur de la troupe récitait la « loa », une « louange » en vers pour présenter la troupe et le sujet de la pièce.
- Venait enfin la comedia elle-même (qui pouvait être un drame ou une tragédie, toute pièce profane étant appelée « comedia »). Elle comportait en général trois actes, ou « journées », agrémentés d’intermèdes musicaux, de chants et de danses, entre les actes et à la fin de la pièce : « entremés » (petite pièce courte humoristique), « baile » (danse), « jácara » (pièce courte, souvent chantée et dansée, racontant en argot la vie de voyous), et enfin « mojiganga » (farce en vers, avec des personnages extravagants).

Le corral n’étant pas couvert par un toit en dur, la représentation était annulée en cas de pluie.

## Où voir des «corrales de comedias» aujourd’hui?
Certains corrales de comedias existent toujours en Espagne, et continuent à accueillir des représentations théâtrales ou musicales :
- (es) Le Corral de Comedias d’Almagro, construit en 1629
- (es) Corral de Comedias d’Alcalá de Henares, construit en 1601